# Викиншко оружје и оклопи
Информације о оружјима и оклопима које се користило у доба Викинга су се заснивале на релативно ретким археолошким проналасцима, сликама из тог доба, и у одређеној мери на информацијама из нордијских сага и закона који су забележени у 13. веку.
Обичаји су налагали да сви слободни Нордијци поседују оружје које могу стално да носе са собом. Оружје је такође показивало социјални статус викинга. У доба викинга у Скандинавији, најпрестижнија активност је била ратовање, тако да су што лепше обликована и направљена оружја показивала богаство и статус Викинга. Богати Викинг би поседовао комплетну опрему, и то у виду металног шлема, дрвеног штита, прслука верижњаче, као и оружја и друге ратне опреме. Сељаци су углавном поседовали копље, штит и секиру или велики нож. Неки су у почецима битке користили лук који иначе користе за лов.
Викинзи су осим што су производили оружје, често користили оружје заплењено у освајачким походима, или оно добијено у виду поклона од других народа. Осим тога, извоз оружја и оклопа у земље северне Европе током 9. и 10. века је био учестао. Истраживања су показала да су у том периоду Викинзи користили франачка оружја, или оружја настала на њиховој основи, и то највише мачеве.

## Стил борбе Викинга
Често се, кад се мисли на борбу два Викинга, мисли на борбу два крупна мушкарца са дугим косама и брадама, који наизменично ударају један другом у штит и на тај начин покушавају да савладају противника. Таква борба је подсећала и на покушаје да се посече дрво. Други начин на који се замишљала борба Викинга, је да се сама борба заснивала на коришћењу компликованих борбених техника, као што се учило из средњовековних расправа. 
Ниједан од та два начина борбе није приказан у нордијским сагама, које по мишљењу стручњака најверније представљају приказ викиншке борбене технике. Ниједан од та два приступа борби не приказује ефикасну војничку употребу оруђа и средстава који су били доступни викиншком ратнику. Верује се да су викиншки борци били ефикасни. Били су смели и директни када су нападали, али су истовремено користили мудре војничке трикове. Често су у борби импровизовали и радили све што је неопходно да би победили.
У сагама су описане многе технике и покрети које су користили Викинзи. Вероватније је да су корситили мањи број техника, али су знали да их употребе на прави начин. Често су импровизовали и користили делове оружја које противник не би очекивао да се користе у борби. Такође су веома добро познавали своја оружја и знали би да искористе трикове и специјалне могућности која су им она омогућавала. Као оружје су често користили палице, огртаче и камење. Противнику су чак скидали и панталоне да би добили делић секунде довољан за завршни ударац.
Обука за коришћење оружја је почињала још у младости, током спортских активности и лова. Снага и брзина су битни елементи за сваког викиншког борца, али исто тако је била битна и храброст. Код Викинга је поезија била повезана са борбом. И једно и друго су били дар од Одина. И борба и поезија су захтевале честу импровизацију, и кроз саге се наговештава да су најбољи борци били уједно и најбоље поете.
Да би се победило у борби, било је неопходно остварити физичку надмоћност, али је такође било веома битно да се освоји и част. Част се освајала кроз физичко показивање срамоте противника, као што је узвикивање увреда и проклетстава, као и кроз ударце срамоте који су му упућивани. Ту се мислило на ударце по задњици.
Током припрема за битку, млађи ратници би чинили прву борбену линију. Подигли би штитове и формирали зид, ради боље заштите. Штитови би се међусобно преклапали, док је дубина зида варирала. Иза њих би ишли искуснији борци. Вође војски би били добро заштићени и имали су личне чуваре. Када би се зид користио у нападачким акцијама, био би сачињен од више редова, са циљем да се противник разбије самим бројем бораца.

## Викиншка оружја

### Мач
Најважније обележје ратника у доба Викинга је био његов мач. У то време је мач био скуп и релативно редак као оружје, зато што је тражио велико умеће да се направи. Од више од 100 комада оружја пронађених на паганским гробљима на Исланду, само 16 су били мачеви.
По проценама, мач је био најскупља ствар коју је човек могао да поседује. Цена мача која је описана у сагама, је била једнака количини злата које је било потребно да се купи 16 крава. Мачеви су били толико цењени да су им давана имена и преношени су са генерације на генерацију. Губитак мача је сматран катастрофом.
Током доба Викинга, постојало је више врста мачева, чија је подела зависила од периода у ком су прављени. Већи део мачева по чијем основу су Викинзи правили своје мачеве су настали ван територија које су насељавали Викинзи. Викинзи су своје мачеве најчешће правили по угледу на мачеве које су користили Германи у средњој Европи, и то из периода Мервинга.
Мачеви из викиншког доба су углавном имали обе оштре стране. Држан је у једној руци, а у другој се држао штит. Када се није држао у ставу за борбу, ношен је у дрвеним корицама обмотаним кожом. Унутрашњост корица је била обложена овчијом кожом, чија је природна масноћа чувала оштрицу мача.Оштрица је била дужине између 60 и 90 цм, али је најчешћа дужина била између 70 и 80 цм. У каснијем периоду викиншког доба, оштрица је била дугачка и 100 цм. Ширина оштрице је била 4-6 цм. Дршка и заглавље мача су му додавали тежину неопходну за добру избалансираност. Сама маса мача је износила 1-2 кг, и њен већи део се налазио у доњем делу мача, ближе дршци. Оштрица је била благо зашиљена, што је имало за циљ да се маса и баланс мача пренесе ближе дршци. Врх оштрице је углавном био кружан уместо зашиљен, што потрвеђује низ пронађених мачева који су прављени у викиншком добу. Истраживања су показала да тадашњи мачеви, поред свега, нису били довољно оштри да би њима могао да се прободе противник, него су се углавном користили да се нанесе посекотина.
Обе ивице оштрице су идентичне, али приликом учења борбених техника је било корисно да се стране разликују, зато што су се користиле на различите начине. Једна ивица се називала дугом, а друга кратком. Дуга ивица је „предња“, и ударци том страном су били јачи. Ивица мача се одређивала искључиво по томе како је мач држан.
Постојала је и норвешка верзија дугог мача, која је имала само једнu оштру страну. Норвешки дуги мачеви који су током времена пронађени, су имали сличну конструкцију као и остали мачеви које су користили Викинзи.
Дршке су биле прављене коришћењем разних материјала и техника, од дрвета обмотаног кожом, до богато декорисаних дршци, обложених драгим камењем.
Делови дршке мача су понекад били декорисани, и то коришћењем више техника, као што је уписивање речи, или прављење украсних шара. Шара се правила тако што су се на металним деловима дршке правили усеци, у које су се чекићањем уграђивали комади жице. Такво декорисање је била веома компликовано и одузимало је много времена, али је резултат био импозантна шара. Понекад се за декорацију користило сребро и бакар. 
По старим причама се тврдило да су Викинзи користили и дворучне мачеве, за шта никад нису пронађени конкретни докази. Претпоставка да су користили такве мачеве се одмах ставила у питање, зато што је дршка била довољно дугачка за једну шаку, и не зна се каквом техником би могле да се користе две руке.

### Копље
Копље је било најчешће коришћено оружје у доба Викинга. Они који себи нису могли да приуште мач, у највећем броју случајева су користили копље. 
Старије оштрице копља су биле дугачке око 20 цм, док су новије биле дугачке око 60 цм. Неке оштрице копља су имале облик крила, чиме је омогућено коришћење додатних трикова и техника са овим оружјем. Оштрице су биле прављене од гвожђа и често су биле декорисане исцртаним геометријским облицима или елементима од драгоцених метала.
Врхови копаља су причвршћавани за дрвену дршку уз помоћ закивака. Пронађена копља из тог времена показују да је пречник дршке био између 2 и 3 цм. Дужина дршке до сад није тачно дефинисана, због недостатка конкретних доказа. Чак се ни у нордијским сагама не помиње дужина дршке копља. По новијим истраживањима се дошло до претпоставке да је дужина дршке била између 2 и 3 м.
Копље се често замишља као оружје које се баца, док је у пракси оно чешће коришћено за убадање противника. Из сага се може видети да је копље често коришћено у борбама против једног противника, или још чешће у већим биткама. 
Иако се копље генерално сматра за оружје које је спорије од мача, у пракси, копљаник је због дужине свог оружја могао без већих проблема да држи мачеваоца на довољној удаљености. Међутим, ако би мачевалац био довољно спретан да се приближи копљанику, мач би имао предност у блиској борби.
У борбу се понекад носило више мањих копаља у руци у којој се иначе носио штит, док је у другој руци било основно оружје. Углавном су се носила три мања копља, која су се користила док се напредовало према првој борбеној линији. Када би се копља искористила, у борбу се улазило са основним оружјем.

### Секира
Секира је оружје коју већина људи сматра за основно викиншко оружје. Такође се мисли да је у питању тешко оружје, које је мало људи могло да носи. У реалности, секира из доба Викинга је било лако, брзо и одлично избалансирано оружје које се користило у препадима и чији ударци су били брзи и убитачни. Секира је била најчешћи избор оружја за најсиромашнији слој људи који су живели у доба Викинга. 
Постојала је разлика у изради и дизајну између секира које су биле прављене за борбу и оних које су биле коришћене на фармама. У крајњим нуждама, сељаци би за борбу користили и секире које користе за сечење дрвета.
На почетку викиншке ере сечиво је било дугачко између 7 и 15 цм, док је у каснијим временима сечиво било веће. Сечиво највеће пронађене секире је било 22 цм дугачко. Обод ове секире је био направљен од ојачаног челика, који је био заварен за гвоздено сечиво. Дршка секире је прављена од дрвета и била је дужине око 80 цм. Неке секире су имале главе украшене драгоценим металима.
Викинзи су почели да користе широке секире (или Данске секире) на крају 10. века. Овај тип секире је развијен од секире која се користила за клање животиња. Оштрица је имала облик полумесеца дужине 22 до 45 цм. Користили су их углавном богатији и искуснији ратници. Широке секире су биле дворучне и масовније су почеле да се користе када је верижњача постала распрострањенија као оклоп.
Иако се двосекле секире често стављају у везу са Викинзима, не постоје археолошки докази који би потврдили та нагађања.

### Борбени лук
Иако су лукови најчешће коришћени за лов, они су се користили и у биткама где је циљ бораца био да погоде противника од кога су удаљени толико да не могу да користе оружје за блиску борбу. У биткама где учествује много бораца, такозвана припрема за битку се вршила тако што прво и једна и друга страна користи лукове, па се тек онда улази у блиске дуеле где се користе оружја за ту врсту борбе.
Лукови су коришћени и у поморским биткама, где су ратници са оба брода покушавали да онеспособе што више противника пре него што би се извршио упад на противнички брод.
Лукови су се правили од дрвета тисе, јасена или бреста и били су дугачки између 1,6 и 2 м. Главе стрела су прављене у различитим облицима и величинама. У Норвешкој није нађена краћа од 12 цм, а на Исланду су биле дужине између 10 и 15 цм. Маса просечног лука из 10. века је процењена на 40 кг, док је домет до ког је оружје било ефикасно, био 200 м.
Највећи проблем ове врсте оружја, је тај што већина стрела које су имале широк врх, нису могле да пробију оклоп, а ни штит. Зато су се у борбама против теже оклопљених ратника користиле стреле са шиљатим врхом.

### Праћке
Праћке су се углавном корситиле у лову на мање животиње, али су своју примену нашле и у рату. У борби против оклопљеног ратника је имала слаб ефекат, осим ако га не би погодила директно у лице. Међутим, када се користила против ненаоружаног противника на малом растојању, могла је да поломи кости и разбије лобању.
Постојала су одређена унапређења праћке и то тако што се праћка запињала на врху дугачког штапа који је био заривен у земљу.

## Викиншки оклопи

### Штит
У време Викинга ратници су користили велике, дрвене, и округле штитове. Хватали су се и држали на средњем делу са унутрашње стране, иза гвозденог испупчења. Норвешки закони су одређивали како ће бити направљен штит. Основа штита је била од дрвета, а на штиту су се налазила и три гвоздена прстена. Они су штит чинили сигурнијим и чвршћим, а такође су били и декоративни елемент на штиту. Држач је био причвршћен за задњу страну штита гвозденим ексерима. Viking Hersir, 36 с.</ref>По новијој верзији закона, штит је требало да буде направљен од двоструког слоја даски, а предњи део штита је требало да буде обојен у црвену и белу боју.
Класичан викиншки штит је био пречника 80-90 цм, али су неки штитови, као Гокстадски, били нешто већег обима (94 цм). По нађеним остацима, неки штитови су били и мањег обима, и до 70 цм. Претпоставља се да када је човек правио штит за себе, правио га је да одговара његовом телу и стилу борбе. Штит је требало да буде велики, да би имао заштитну функцију, али опет није требало да буде превелик. Премали штит је омогућавао противнику да лакше нађе слабу тачку у одбрани, док је превелик штит уједно био и претежак. Дебљина штита је била између 6 и 12 мм. Гокстадски штитови су били састављени од осам или девет дасака белог бора. Даске су биле дебљине између 6 и 10 мм, док су на ивицама биле мало тање. Даске су биле спојене лепком.
Обод штита је био обложен сировом кожом. Тиме се смањивала могућност да се штит распадне када се удари у његову ивицу. Како се кожа временом скупљала, тиме је и дрво које чини штит било чвршће стегнуто, чиме је и цео штит био чвршћи и отпорнији. 
Предњи део штита је у одређеним случајевима био обложен кожом, што је пружало додатну отпорност на ударце, али је и додавало тежину штиту. Некад се уместо коже користило платно, које се лепком причвршћивало на штит. Платно је лакше од коже, чиме је маса штита смањена, а често у случају да се даске одвоје, платно их је држало спојеним. 
У одређеном броју случајева, штитови су били декорисани бојом. У неким сагама се помињу штитови декорисани цртежима животиња, и то змаја и лава. Гренландски Викинзи су бојили штит у црвену боју када суимали непријатељске намере, а у белу када су долазили у миру. Следбеници Олафа II су користили штитове обојене у белу боју, са исцртаним плавим или црвеним крстом. Овим су хтели да покажу своје хришћанство и да се разликују од паганских противника у борби.
Ако штитови нису бојени, били се облагани уљем, да би одбијали воду. Уколико би током марша падала киша штит би се натопио водом, чиме би био доста тежи. Маса штитова је била између 5 и 7 кг.
У сагама се помиње коришћење и других врста штитова, као што су такозвани „змај“ штитови и више врста мањих штитова. Викинзи су по претпоставкама, штитове у облику змаја почели да користе у 11. веку, мада за то не постоје конкретни археолошки докази.

### Шлем
Шлемови из времена Викинга су били једноставни. Прављени су у облику чиније са наглашеном заштитом за нос. Један од главних стреотипа везаних за Викинге је да су њихови шлемови имали рогове, што није тачно.
И пре и после времена Викинга, шлемови си прављени од комада гвожђа који је чекићем обликован у шлем. Међутим, у време Викинга, шлемови су прављени од више гвоздених делова који су ковани у шлем. То је био лакши начин да се направи шлем, који је захтевао и мање радне снаге. Тако направљен шлем је нађен у шведском граду Сигтуни. Састоја се од четири дела ковањем састављеним у један.
По делу шлема који је кружио од чела ка темену се налазио један додатни прстен који је био закован за шлем. На шлему су се налазила још два додатна прстена која су се преклапала на врху шлема.
Још увек није јасно који материјал је коришћен у унутрашњости шлема. Требало је да постоји нешто између шлема и лобање што би требало да пригуши силину ударца. Да је у питању било обично гвожђе, тај удар би се у великој мери пренео на лобању и тиме би шлем пружао низак ниво заштите. Неколико пронађених шлемова из тог доба има рупе у закивцима, из чега се може претпоставити да је коришћен неки облик заустављања силе уз помоћ коже. Постоје нагађања да се капа која се налазила испод шлема правила од овчије коже, чиме се смањивало знојење и самим тим спречавало рђање шлема изнутра.
Неки шлемови у периоду од 9. века су имали додатке у виду верижњаче, чиме се штитио врат, задњи део главе и део рамена, док се на неким шлемовима додавана заштита за образе, и то у виду металних плоча. До 11. века, додатак верижњаче на шлему је постао стандардан део кошуље верижњаче, чиме је цела верижњача заједно са шлемом постајала вид огртача-оклопа.
Постоје претпоставке да су Викинзи користили и кациге које су правили од тврде коже. За то нема доказа, зато што такав облик шлема из тог периода није пронађен. Кожа се обрађивала техником грубе обраде, чиме је кожа постаја тврђа и отпорнија. Тврда кожа лако може бити повезана да би се направио облик кациге. Међутим, никад није доказано да овакве кациге могу да замене металне шлемове што се тиче заштите, јер су овавке кациге могле да служе искључиво као одбрана од слабијих удараца.
Приче из доба викинга наговештавају да су шлемови пре великих битака били обележавани, да би се знало ко којој војсци припада. Сам начин означавања је још увек непознат.
Шлемови су били ретки у време Викинга и то највише зато што су било тешки и скупи за производњу. Свако ко је могао да га приушти га је имао, али њих није било много. Шлемови су били скупи и цењени, и поправљани су у случајевима када је то било могуће. Углавном су преношени током генерација.
Још једна потврда мишљења да су Викинзи користили доста опреме које су или запленили или купили од других народа, је било проналажење два викиншка шлема у Средњој Европи. Један је пронађен на подручју Аустрије и изложен је у музеју у Бечу, док је други, такозвани, Вацлавски шлем изложен у једном прашком музеју.

### Верижњача
Верижњача је заштитни материјал направљен од гвожђа, који је састављен од хиљада уклопљених гвоздених прстенова. У викиншком добу, верижњача се правила по шаблону 4 у 1, што је значило да је сваки прстен пролазио кроз четири прстена која се налазе око њега. Верижњача се углавном носила у функцији оклопне кошуље. Рукави су прекривали око три четвртине руке, а да су били дужи, јахање коња би било доста теже.
Маса верижњаче је око 12 кг, али то није представљало велико оптерећење за рамена, јер је каиш на појасу доста учествовао у распоређивању тежине и на доњи део тела. Упркос томе, у разним причама се може прочитати да су Викинзи остављали верижњаче на бродовима када су ишли у препаде, да их не би успоравали. 
Гвоздена верижњача је била право благо у време Викинга. Мало људи је могло себи да је приушти, па се претпоставља да је била ретка. Они који нису могли да плате целу верижњачу, правили су импровизовани оклоп који је служио за заштиту најважнијих делова тела.
Старије верижњаче су досезале до струка и имале су кратке рукаве. Тек од 11. века, верижњаче су досезале до колена, а рукави су прекривали лактове.
Да би направио верижњачу, ковач је морао да има веће количине гвоздене жице. Жицу је највероватније правио тако што је загрејане гвоздене штангле провлачио кроз металну плочу са рупама пречника жице. Жица је затим обмотавана око дрвених алата који су служили за формирање калема жице. Након тога, калемови су скраћивани да би се направио низ отворених прстенова. 
Прстенови су, један по један, били везивани за суседне, и тиме чинили материјал кошуље верижњаче. Након тога је сваки прстен запечаћен гвозденом нитном. Овај процес се понављао више хиљада пута да би се добила комплетна верижњача. Пречник прстена је просечно био 8 мм, док је пречник жице био 1,2 мм.
Верижњаче никад нису представљале главни облик заштите од оружја и нису могле да заштите од јачих удараца мачем или неким другим оружјем. Могле су да зауставе покушаје да се нанесе посекотина, али ако би циљ удараца био да се прободе противник, ту верижњача није могла да пружи заштиту. Да би се повећала заштита од удараца, испод верижњаче се носило више слојева одеће. Та одећа је била прављена од два слоја вуне или коже, између којих се најчешће стављала животињска длака. Затим су се два слоја, заједно са међуслојем чврсто зашивали. У борби је тај додатни слој одеће био важан. Због те одеће су често уместо тежих повреда, остајале мање и блаже.
Постојали су оклопи који су штитили ноге, али они су били веома ретки. Могуће је да су их користили краљеви и племићи. Та врста оклопа се увела у употребу зато што се дешавало да штитови нису могли да заштите ноге, које су биле осетљиве на ударце.